# Parepeolus stuardi
Parepeolus stuardi là một loài Hymenoptera trong họ Apidae. Loài này được Ruiz mô tả khoa học năm 1935.